# Dopca
Dopca (węg. Datk) – wieś w Rumunii, w okręgu Braszów, w gminie Hoghiz. W 2011 roku liczyła 528 mieszkańców.